# تی‌تی-لاین
تی‌تی-لاین (انگلیسی: TT-Line GmbH) شرکت کشتیرانی آلمانی است، که در سال ۱۹۶۲ تأسیس شد.